# Capitanía General de San Fernando (Cádiz)
La Antigua Capitanía General es un edificio militar situado en la localidad española de San Fernando (Cádiz), construido en 1917 y perteneciente a la Armada Española. Fue sede de la Capitanía General de la Zona Marítima del Estrecho (ZME) desde su construcción hasta el año 2004, cuando la Armada fue reestructurada orgánicamente y se produjo la desaparición de la Zona Marítima. Desde el 24 de abril de 2015 es sede del Museo Naval de San Fernando, entidad cultural gestionada por el Ministerio de Defensa y dependiente del Museo Naval de Madrid.

## Historia

### Antecedentes
La Capitanía General del Estrecho fue traslada desde Cádiz hasta San Fernando en 1769, durante el reinado de Carlos III. Originalmente se situó en la llamada Casa Micolta (actual n.º 185 de la calle Real), trasladándose posteriormente a su ubicación actual, próxima al Castillo de San Romualdo, tras la compra por parte de la Armada de algunas casas y solares en la zona. En 1868 fue trasladada a la Escuela de Suboficiales de la Armada de San Carlos, coincidiendo con el traslado de la Escuela Naval a Ferrol. En 1910, tras el regreso de la Escuela a San Fernando, la Capitanía General fue de nuevo trasladada a su ubicación actual.

### El edificio actual
El edificio que actualmente se conserva en pie fue construido en 1917. En 1958 fue reformado por completo por el Ingeniero de Fragata Vicente Sánchez de Cerquero. El lenguaje arquitectónico usado con ocasión de la reforma respondía a los cánones que los arquitectos oficiales del régimen franquista estaban implantando en la construcción del Valle de los Caídos. Las creaciones de esta fase responden al deseo de plasmar los principios clásicos, cristianos, catolicistas e imperiales a través de una arquitectura desnuda, masiva y proporcional, en las que en numerosas ocasiones las escalas usadas recuerdan a construcciones de los países europeos.

### Museo Naval
En el año 2004 dejó de ser sede de la Capitanía General de la Zona Marítima del Estrecho, coincidiendo con la reforma de la estructura orgánica de la Armada que acabó con la antigua ZME. A partir de entonces la Armada se planteó su apertura a la ciudadanía como un referente cultural que pusiera de manifiesto la relación histórica que ha mantenido con la ciudad. En el año 2015 se trasladó definitivamente el Museo Naval al edificio de Capitanía, el cual desde 1992 tenía su sede en la antigua Escuela de Suboficiales. El Museo Naval de San Fernando fue inaugurado el 8 de julio de 2016 por el rey de España, Felipe VI.